# Wangon (distriktshuvudort i Indonesien)
Wangon är en distriktshuvudort i Indonesien.   Den ligger i provinsen Jawa Tengah, i den västra delen av landet, 280 km sydost om huvudstaden Jakarta. Wangon ligger 32 meter över havet och antalet invånare är 35 530.
Terrängen runt Wangon är kuperad norrut, men söderut är den platt.Runt Wangon är det tätbefolkat, med 881 invånare per kvadratkilometer. Det finns inga andra samhällen i närheten. Trakten runt Wangon består till största delen av jordbruksmark.